# República Democrática del Congo en los Juegos Olímpicos de Sídney 2000
La República Democrática del Congo estuvo representada en los Juegos Olímpicos de Sídney 2000 por dos deportistas, un hombre y una mujer, que compitieron en atletismo.
El equipo olímpico congoleño no obtuvo ninguna medalla en estos Juegos.